# Danny Ongais
Daniel "Danny" Ongais (Kahului, 21 de maio de 1942 – Anaheim Hills, 26 de fevereiro de 2022) foi um automobilista norte-americano que correu na Fórmula 1 e na Fórmula Indy.

## Biografia

### Início de carreira
Natural de Kahului, no Havaí, tornou-se o primeiro - e até hoje, único havaiano a disputar as 500 Milhas de Indianápolis. Na Fórmula 1, Ongais participou de seis corridas pela Interscope Racing entre 1977 e 1978, usando carros da Penske, Ensign e Shadow. Porém, não conseguiu resultados de destaque, terminando apenas o GP do Canadá.
Ao lado de Ted Field e Hurley Haywood, venceu as 24 Horas de Daytona em 1979, correndo pela Interscope.
Foi apelidado de Danny On the gas pela sua coragem ao volante dos carros de corrida. Iniciou a carreira com os dragsters americanos, obtendo sucesso. Tentou participar das 500 Milhas de Indianápolis em 1968, mas sua inscrição foi negada por falta de experiência. Em seguida, correu na Fórmula 5000, quando conheceu Ted Field, que, fascinado pelo seu estilo arrojado, o abrigou na sua escuderia.

### Na Fórmula Indy

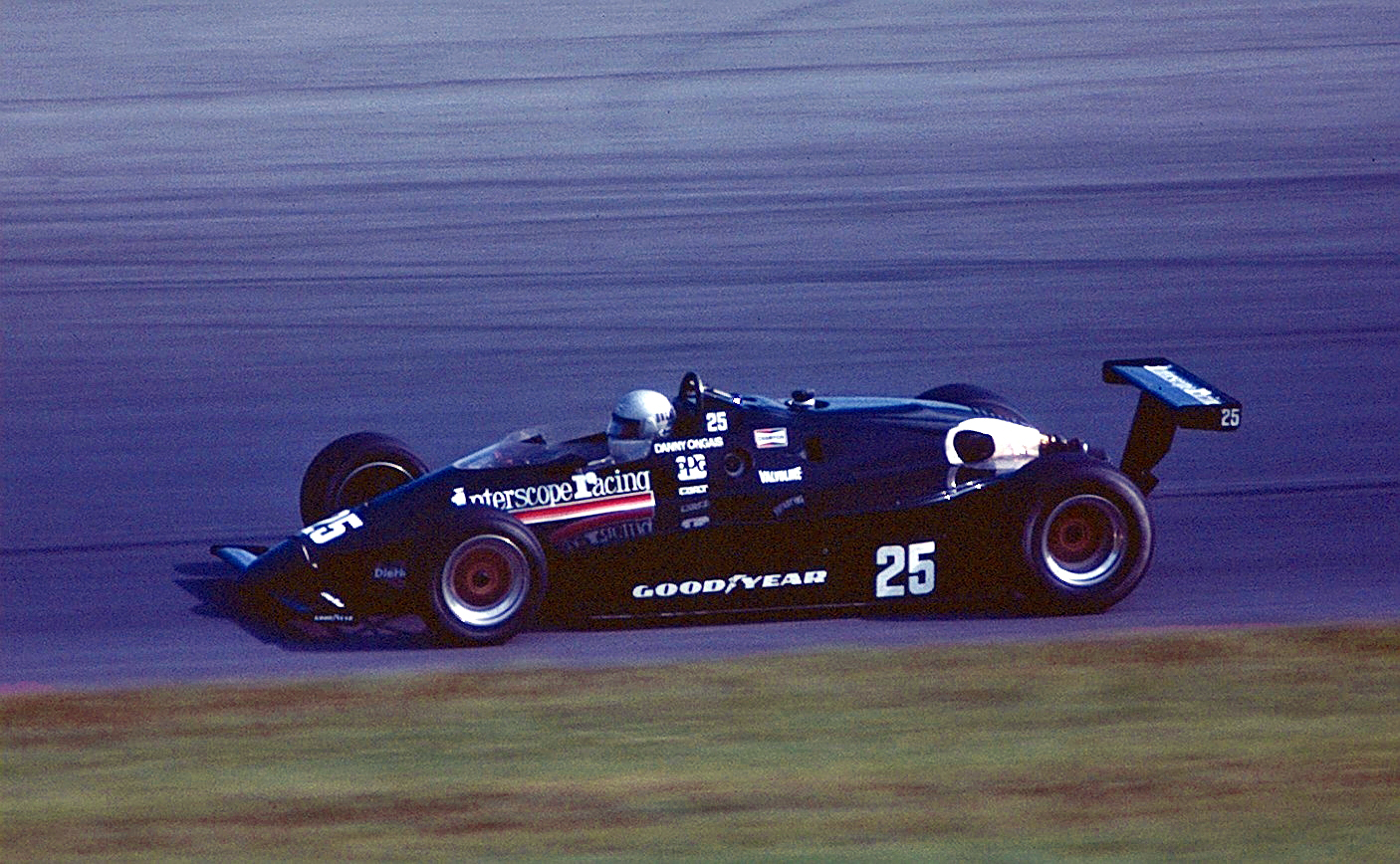
Ongais em 1984, já na Fórmula Indy

Em 1977, aos 35 anos, Ongais participou de sua primeira Indy 500, na época sancionada pela USAC. Um ano antes, fez sua estreia na categoria, pela qual correu até 1982, representando a Interscope Racing, vencendo seis corridas e conquistando oito poles, competindo com grandes nomes do automobilismo americano, como Mario Andretti, A. J. Foyt, os irmãos Unser e Tom Sneva. No entanto, devido à fragilidade técnica do seu monoposto que frequentemente o levou a retirar-se das provas, Ongais não conquistou nenhum título.
Em 1981, obteve o terceiro tempo para a edição da Indy 500 naquele ano, mas se envolveu em um dos acidentes mais espetaculares e perigosos da história, no qual saiu vivo mas com uma perna cinco centímetros mais curta. Recuperado fisicamente, em 1982, participou com um Lola da equipe Interscope na série IMSA. Venceu duas corridas com o seu chefe Ted Field, mas abandonou as corridas pouco tempo depois, e a aposentadoria durou até 1987, quando, aos 45 anos, inscreveu-se para a Indy 500 pela Penske. Sofreu um acidente nos treinos, ficou em coma e foi substituído por Al Unser, que venceu a corrida.
Nove anos depois, foi a vez de Ongais substituir um piloto: aos 53 anos de idade, o havaiano foi escalado às pressas para o lugar de Scott Brayton, que morreu no Carburation Day (último treino antes da corrida).
Na temporada 1996-1997 da recém-criada Indy Racing League, disputou duas corridas: no GP de Orlando, pilotando um carro da Chitwood Motorsports, o experiente piloto cruzou a linha de chegada em 13.º lugar. Já em Phoenix, sofreu um acidente e foi detectada uma comoção cerebral, ficando de fora da prova, tendo sua vaga herdada pelo brasileiro Affonso Giaffone. Ongais encerrou novamente sua carreira em 1998, quando não conseguiu a vaga para a Indy 500. Na época, pilotava um Dallara-Oldsmobile da equipe Pelfrey.
Foi introduzido ao Motorsports Hall of Fame of America em 2000.
Sua última aparição ao volante ocorre em 2002, quando guiou um Norma no traçado de Daytona, pelo qual venceu em 1979, com uma Porsche, pela Interscope.

### Morte
Ongais morreu em 26 de fevereiro de 2022 em Anaheim Hills, na Califórnia, aos 79 anos de idade, por complicações da insuficiência cardíaca.